# Meistriliiga (1998)
Meistriliiga 1998 była 8. edycją najwyższej klasy rozgrywkowej piłki nożnej w Estonii.
Brało w niej udział 8 drużyn, które rozegrały 14 kolejek meczów. Flora Tallinn zdobyła drugi tytuł z rzędu, a czwarty w swojej historii.

## Uczestniczące drużyny
| Uczestnicy poprzedniej edycji | Uczestnicy poprzedniej edycji | Uczestnicy poprzedniej edycji | Uczestnicy poprzedniej edycji |
| --- | ----------------------------- | ----------------------------- | ----------------------------- |
| FLO | Flora Tallinn                 | Tallinn                       | 1                             |
| SAD | Sadam Tallinn                 | Tallinn                       | 2                             |
| LAN | Tallinna FC Lantana           | Tallinn                       | 3                             |
| NVA | JK Narva Trans                | Narwa                         | 4                             |
| VTU | Viljandi Tulevik              | Viljandi                      | 5                             |
| TVM | Tallinna FC TVMK              | Tallinn                       | 6                             |
| turniej przejściowy |                               |                               |                               |
| LEL | Lelle SK                      | Tallinn                       | 1                             |
| JEP | Jõhvi Eesti Põlevkivi         | Tallinn                       | 2                             |
| Oznaczenia: - kolumna pierwsza – skróty nazw drużyn, - kolumna trzecia – siedziba klubu, - kolumna czwarta – miejsce zajęte w poprzednim sezonie. |                               |                               |                               |

## Tabela
| Lp. | Drużyna                      | M  | Z  | R | P  | B+ | B– | +/– | Pkt | Kwalifikacja lub spadek                     |
| --- | ---------------------------- | -- | -- | - | -- | -- | -- | --- | --- | ------------------------------------------- |
| 1   | Flora Tallinn (M)            | 14 | 11 | 2 | 1  | 46 | 14 | +32 | 35  | Liga Mistrzów UEFA • I runda kwalifikacyjna |
| 2   | Sadam Tallinn                | 14 | 11 | 1 | 2  | 48 | 10 | +38 | 34  | fuzja                                       |
| 3   | Lantana Tallinn              | 14 | 7  | 4 | 3  | 27 | 20 | +7  | 25  | Puchar Europy UEFA • runda kwalifikacyjna   |
| 4   | Narva Trans                  | 14 | 6  | 5 | 3  | 28 | 20 | +8  | 23  | Puchar Intertoto UEFA (1999)                |
| 5   | Viljandi Tulevik             | 14 | 5  | 3 | 6  | 15 | 25 | −10 | 18  | Puchar Europy UEFA • runda kwalifikacyjna   |
| 6   | TVMK Tallinn                 | 14 | 3  | 4 | 7  | 15 | 27 | −12 | 13  |                                             |
| 7   | Jõhvi Eesti Põlevkivi (B, O) | 14 | 2  | 0 | 12 | 10 | 44 | −34 | 6   | baraż o Meistriliiga                        |
| 8   | Lelle (U)                    | 14 | 0  | 3 | 11 | 10 | 39 | −29 | 3   | spadek do Esiliiga                          |

1. 1 2 3  Wicemistrzowie Meistriliigi Sadam Tallinn połączyli się po sezonie ze zdobywcą Pucharu Levadia Maardu. Miejsce Sadama w Pucharze UEFA przypadło zajmującemu trzecie miejsce Lantana Tallinn. Zwolnione miejsce w lidze zajęło Lelle.
2. ↑  Viljandi Tulevik otrzymał miejsce w rundzie kwalifikacyjnej Pucharu Europy UEFA za zajęcie miejsca premiowanego w rankingu Fair Play[2].

## Wyniki
| Gospodarz \ Gość      | JEP | FLO | LAN | LEL | NAR | SAD | TUL | TVM |
| --------------------- | --- | --- | --- | --- | --- | --- | --- | --- |
| Jõhvi Eesti Põlevkivi |     | 2–7 | 1–2 | 1–0 | 0–1 | 0–3 | 0–2 | 0–2 |
| Flora Tallinn         | 6–0 |     | 3–0 | 6–1 | 3–3 | 0–3 | 1–0 | 3–0 |
| Lantana Tallinn       | 4–1 | 3–3 |     | 1–1 | 3–3 | 0–1 | 3–0 | 0–0 |
| Lelle                 | 1–2 | 2–5 | 0–2 |     | 1–5 | 0–7 | 0–0 | 1–1 |
| Narva Trans           | 5–1 | 0–1 | 1–3 | 1–0 |     | 0–0 | 4–1 | 2–2 |
| Sadam Tallinn         | 6–2 | 0–1 | 5–1 | 3–2 | 5–0 |     | 3–0 | 4–0 |
| Viljandi Tulevik      | 1–0 | 0–5 | 0–3 | 3–0 | 0–0 | 4–3 |     | 2–1 |
| TVMK Tallinn          | 4–0 | 0–2 | 1–2 | 2–1 | 0–3 | 0–5 | 2–2 |     |

## Baraż o Meistriliiga
Jõhvi Eesti Põlevkivi wygrało 0-2 dwumecz z Vigri Tallinn drugą drużyną Esiliiga o miejsce w Meistriliiga na sezon 1999.
| Drużyna Esiliiga | Wynik dwumeczu | Drużyna Meistriliiga  | Pierwszy mecz | Drugi mecz |
| ---------------- | -------------- | --------------------- | ------------- | ---------- |
| Vigri Tallinn    | 0:2            | Jõhvi Eesti Põlevkivi | 0:2           | 0:0        |

## Najlepsi strzelcy
| Bramki | Strzelcy              | Drużyna       |
| ------ | --------------------- | ------------- |
| 13     | Konstantin Kolbasenko | Sadam Tallinn |
| 10     | Andres Oper           | Flora Tallinn |
| 10     | Indrek Zelinski       | Flora Tallinn |
| 10     | Andrei Krõlov         | Sadam Tallinn |
| 7      | Tomas Ražanauskas     | Flora Tallinn |
| 7      | Dmitri Lipartov       | Narva Trans   |
| 6      | Indro Olumets         | Sadam Tallinn |

Źródło:

## Stadiony
| Flora Tallinn Sadam Tallinn |
| --------------------------- |
| Stadion Kadriorg            |
|                             |

| Jõhvi Eesti Põlevkivi |
| --------------------- |
| Jõhvi linnastaadion   |
|                       |

| Lelle           |
| --------------- |
| Kehtna staadion |
|                 |

| TVMK Tallinn             |
| ------------------------ |
| Stadion Centralny Kalevi |
|                          |

| Narva Trans               |
| ------------------------- |
| Narva Kreenholmi staadion |
|                           |

| Lantana Tallinn |
| --------------- |
| Viimsi staadion |
|                 |

| Viljandi Tulevik       |
| ---------------------- |
| Viljandi linnastaadion |
|                        |

Źródło: